# Kanton Pluvigner
Kanton Pluvigner (francouzsky Canton de Pluvigner) je francouzský kanton v departementu Morbihan v regionu Bretaň. Tvoří ho pět obcí.

## Obce kantonu
- Brech
- Camors
- Landaul
- Landévant
- Pluvigner